# Adolf Schreiber (Radsportler)
Adolf Schreiber (* 31. August 1913 in Schaan; † 20. August 1983 in Triesen) war ein liechtensteinischer Radsportler.
Schreiber war Bürger der Gemeinde Schaan und arbeitete als Hilfsarbeiter in dem Textilunternehmen Jenny, Spoerry & Cie. 1936 gehörte er als einziger Radrennfahrer der Liechtensteiner Mannschaft bei den Olympischen Sommerspielen 1936 in Berlin an und nahm an dem Strassenrennen teil. Durch einen Massensturz kurz vor dem Ziel war eine reguläre Ermittlung der Plätze nicht möglich, so dass nicht alle Fahrer gewertet wurden.
1936 heiratete er Klara Bühler. Aus der 1948 geschiedenen Ehe gingen zwei Kinder hervor.